# تاريخ بهار
يُعد تاريخ مقاطعة بهار واحد من التواريخ الأكثر تنوعًا في الهند. تتألف بهار من ثلاث مناطق مستقلة، لكل منطقة منها تاريخها وثقافتها الخاصين. تلك المناطق هي ماجادها وميثيلا وبوجبور. تملك شيرناد، الواقعة على الضفة الشمالية لنهر الغانج، في مقاطعة ساران، سجلًا تاريخيًا من العصر الحجري الحديث (حوالي 2550-1345 قبل الميلاد). ذُكرت مناطق بهار، مثل ماجادها وميثيلا وأنغا، في النصوص الدينية والملاحم الهندية القديمة. يُعتقد أن ميثيلا مثلت مركز القوة الهندية في الفترة الفيدية المتأخرة (1100-500 قبل الميلاد). نالت ميثيلا التميز بدايةً بعد تأسيس مملكة فيدا. كان يُطلق على ملوك مملكة فيدا لقب جاناكاس. ذُكرت بنت أحد الجاناكاس من ميثيلا، وهي سيتا، بصفتها قرينة اللورد راما في ملحمة الهند الكبرى الرامايانا التي كتبها فالميكي. أصبحت مملكة فيدا لاحقًا ضمن كونفدرالية فاجي وعاصمتها فيشالي والتي تقع أيضًا في ميثيلا.
كانت ماجادها، وهي منطقة أخرى من مناطق بهار، مركزًا للقوة والتعليم والثقافة الهندية لأكثر ألف سنة. خرج من المنطقة التي تُدعى حاليًا بهار، إحدى الإمبراطوريات العظيمة في الهند، وهي إمبراطورية ماوريا، بالإضافة إلى دينين سلميين هما البوذية والجاينية. وحدت إمبراطوريات ماجادها، وبصورة خاصة إمبراطورية ماوريا وإمبراطورية غوبتا، أجزاء كبيرة من شبه القارة الهندية خلال فترة حكمها. كانت عاصمتهم باتاليبوترا، المتاخمة لمدينة بانتا حاليًا، مركزًا سياسيًا واقتصاديًا وعسكريًا مهمًا للحضارة الهندية خلال الفترات القديمة والكلاسيكية في التاريخ الهندي. كُتب الكثير من النصوص الهندية، بصرف النظر عن الملاحم الدينية، في بهار القديمة. كانت مسرحية أبهيجناناشكونتالام الأكثر بروزًا بين كل تلك النصوص.
تتداخل منطقة بهار في الوقت الحالي مع عدة ممالك وجمهوريات ما قبل ماورية، بما في ذلك ماجادها وأنغا وكونفدرالية فاجي في ميثيلا. كانت كونفدرالية فاجي إحدى الجمهوريات الأقدم في التاريخ ووُجدت في المنطقة منذ ما قبل ولادة ماهافيرا (599 ما قبل الميلاد). تسيدت سلالة غوبتا الكلاسيكية في بهار فترةً ثقافية وتعليمية مزدهرة، معروفة حاليًا بالعصر الذهبي للهند.
وضعت إمبراطورية بالا عاصمتها في باتاليبتورا خلال فترة حكم ديفابالا أيضًا. بعد فترة البالا، لعبت بهار دورًا صغيرًا جدًا في التاريخ الهندي حتى ظهور سلالة سوري خلال فترة العصور الوسطى في أربعينيات القرن السادس عشر. بعد سقوط سلالة سوري عام 1556، أصبحت بهار مرةً جديدة لاعبًا هامشيًا في الهند، وكانت محطة الانطلاق لرئاسة البنغال الاستعمارية البريطانية من خمسينيات القرن الثامن عشر حتى حرب عامي 1857-1858. في الثاني والعشرين من مارس عام 1912، اقتُطعت بهار بصفتها محافظة منفصلة في الإمبراطورية الهندية البريطانية. منذ استقلال عام 1947، أصبحت بهار ولايةً مُحدثة في الاتحاد الهندي.

## فترة عصور ما قبل التاريخ
أقدم إثبات على النشاط الإنساني في بهار هي البقايا الاستيطانية من العصر الحجري المتوسط في مونغر.
اكتُشفت رسوم الحجر لعصور ما قبل التاريخ في سهول كيمور وناوادا وجاموي. كانت أول مرة يُكتشف فيها مستوطنة من العصر الحجري الحديث في قلب ألوفيوم، على ضفة نهر الغانج في شيراند. تصور الرسوم الصخرية نمط حياة ما قبل تاريخي وبيئة طبيعية. تصور الشمس والقمر والنجوم والحيوانات والنباتات والأشجار والأنهار، ويُظن أنها تمثل حب الطبيعة. تركز الرسوم أيضًا على الحياة اليومية للبشر الأوائل في مقاطعة بهار، بما في ذلك الأنشطة مثل الصيد والجري والرقص والمشي. لا تُعد رسوم الصخور المميزة أصيلةً فقط لأولئك في وسط وجنوب الهند، ولكن أيضًا قريبة لأولئك في أوروبا وأفريقيا. تُعد الرسومات الحجرية في كهف ألتميرا في إسبانيا وفي كهف لاساكو في فرنسا مطابقة تقريبًا لتلك الموجودة في مقاطعة بهار.
في عام 2017، اكتُشف طوب يعود إلى فترة هارابان من ضواحي مدينة فيشالي القديمة. لم يُطلق أي بحث معمق يُعنى بإيجاد روابط موثوقة بين حضارة وادي السند وبهار بعد. يحوي ختم دائري محفور من مدينة فيشالي يعود تاريخه إلى 200 قبل الميلاد- 200 ميلادي على ثلاثة أحرف منقوشة والتي تمثل، وفقًا لعالم حضارة وادي السند إيرافاثام ماهاديفان، الصيغ المنقوشة على أختام السند ويعود تاريخها إلى أقدم طبقات التنقيب أي إلى 1100 قبل الميلاد.

## الفترة الفيدية (1700-600 قبل الميلاد)

### الفترة الريغفيدية
كانت كيكاتا مملكةً قديمة فيما يُعرف الآن بالهند، وذُكرت في الفيدا. اعتقد بعض العلماء أن مملكة كيكاتا هي سلف مملكة ماجادها لأن كلمة كيكاتا كانت تُستخدم كمرادف لماجادها في النصوص اللاحقة. من المحتمل أنها تقع إلى جنوب مملكة ماجادها في منطقة جبلية. يشير قسم من ريغفيدا إلى كيكاتاس، وهي قبيلة وضعها معظم العلماء في منطقة جنوب بهار الحالية مثل فيبر وزيمر بينما رفض علماء مثل أولدينبرغ وهيليبراندت ذلك الاقتراح. وفقًا للأدبيات البورانية، تقع كيكاتا بالقرب من غايا. وُصفت بأنها ممتدة من كاران-أدري إلى غريدهاراكوتا (قمة النسر)، راجغار. وضع بعض العلماء مثل أ. ن. شاندرا كيكاتا في الجزء الجبلي من وادي السند معتمدًا على محاججة أن الدول بين ماجادها ووادي السند غير مذكورة بصفتها كورو وكوسالا.. إلخ. وُصف سكان مملكة كيكاتا بأنهم أناريا أو من غير الفيديين الذين لم يمارسوا طقوسًا فيدية مثل السوما. وفقًا لسايانا، لم يقم سكان مملكة كيكاتا بالعبادات وكانوا صابئين وناستيكا. كان يُطلق على قائد سكان مملكة كيكاتا لقب براماغاندا، المرابي. من غير الواضح ما إذا كان سكان مملكة كيكاتا موجودين أساسًا في ماجادها خلال الفترة الريغفيدية أو أنهم هاجروا إلى هناك. مثل إشارة ريغفيدا لسكان مملكة كيكاتا، تتكلم أثارافافيدا عن القبائل الجنوب شرقية مثل سكان ماجادها وسكان أنغا بصفتهم قبائل عدوانية عاشوا على حدود الهند البراهمانية. تذكر بهاغفاتا بورانا مولد بوذا بين سكان مملكة كيكاتا.
وضع بعض العلماء مملكة كيكاتا، المذكورة في ريغفيدا، في مقاطعة بهار (ماجادها) لأن كيكاتا تستخدم كمرادف لماجادها في النصوص اللاحقة؛ ومع ذلك، وفقًا لمايكل فيتزل، كانت كيكاتا تقع جنوب كوروكشيترا في شرق راجاستان أو ماديا براديش الغربية. نُقض الموقع في مقاطعة بهار من قبل الجغرافيين التاريخيين ميثيلا شاران باندي (الذين يجادلون بأن المملكة كانت بالقرب من غرب أوتار براديش)، و و. ب. بهارادواج (الذي وضع المملكة بالقرب من نهر ساراسفاتي) والمؤرخ رام شاران شارما، الذي يعتقد أن المملكة كانت على الأرجح في هاريانا.

### الأواني السوداء المصقولة الشمالية
بدأ التحضر في سهول الغانج بظهور فترة الأواني الشمالية المصقولة السوداء ويتتبع علماء الآثار أصل هذا الفخار في منطقة ماجادها بولاية بهار. يقع أقدم موقع مؤرخ للأواني السوداء المصقولة الشمالية في جوافارديه، نالاندا، والذي يعود تاريخه وفقًا لتأريخ الكربون المشع إلى 1200 قبل الميلاد.